# Saint-Onen-la-Chapelle
Saint-Onen-la-Chapelle település Franciaországban, Ille-et-Vilaine megyében. Lakosainak száma 1121 fő (2022. január 1.). Saint-Onen-la-Chapelle Boisgervilly, Le Crouais, Gaël, Iffendic, Montauban-de-Bretagne, Muel, Saint-Maugan és Saint-Méen-le-Grand községekkel határos.

## Népesség
A település népessége az elmúlt években az alábbi módon változott:
| Lakosok száma | 803  | 667  | 713  | 949  | 1184 | 1191 | 1143 | 1127 | 1113 | 1121 |
|               | 1968 | 1982 | 1990 | 2006 | 2013 | 2015 | 2017 | 2019 | 2020 | 2022 |